# 1904 en photographie
| Années de la photographie : 1901 - 1902 - 1903 - 1904 - 1905 - 1906 - 1907    |
| Décennies de la photographie : 1870 - 1880 - 1890 - 1900 - 1910 - 1920 - 1930 |

Cet article présente les faits marquants de l'année 1904 en photographie.

## Événements
- 30 mai : Louis Lumière présente la technique autochrome à l'Académie des sciences à Paris[1].
- Le mathématicien Eugène Estanave expérimente différentes techniques de rendu du relief en photographie par des réseaux lignés et lenticulaires permettant de percevoir le relief sans l’aide d’un appareil ou de lunettes[2].
- L'industriel français Jules Richard, constructeur d'appareils photographiques stéréoscopiques et d'instruments scientifiques, commercialise le glyphoscope, un appareil photographique utilisant des plaques en verre.
- Création à Paris de deux agences de reportage photographique, l'Agence Rol par le photographe Marcel Rol et l'Agence Rapid par le photographe Louis Meurisse.
- À Paris, pour faire face au développement de ses archives, Adolphe Giraudon déménage la Bibliothèque photographique Giraudon au 9, rue des Beaux-Arts.
- Wallace Nutting, spécialisé dans les photographies de paysage colorées à la main, ouvre un studio professionnel à New York, le Wallace Nutting Art Prints Studio.
- Tsunetarō Tonokura quitte le studio photographique A. Farsari & Co. à Yokohama au Japon et ouvre son propre studio ; Tokutarō Watanabe lui succède pour peu de temps avant d'être remplacé par Itomaro Fukagawa[3].
- Ogawa Kazumasa est nommé chef du département de photographie de l'état-major de l'Armée impériale japonaise, tout en restant à la tête de sa maison d'édition ; il publie 32 fascicules en japonais et en anglais reproduisant en similigravure des photographies prises sur le front pendant la guerre russo-japonaise de 1904-1905 ; une photographie montrant des corps de soldats japonais tués dans le premier fascicule est censurée par l'apposition d'un papier cachant la scène[4].
- La photographe britannique Christina Broom installe un stand aux Royal Mews du palais de Buckingham à Londres, où elle vend des cartes postales de photographies qu'elle a prises ; elle est nommée photographe officielle de la Household Division, la garde royale britannique.
- Jessie Tarbox Beals obtient un accès presse et réalise des photographies de l'Exposition universelle de 1904 à Saint-Louis aux États-Unis[5].
- Amédée Vignola crée à Paris la revue L'Étude académique. Recueil de documents humains illustré par la photographie d'après nature, illustrée exclusivement de photographies de nus féminins[6].
- Création du club photographique de Naniwa, club de photographie amateur d'avant-garde à Osaka au Japon[7].

## Photographies notables

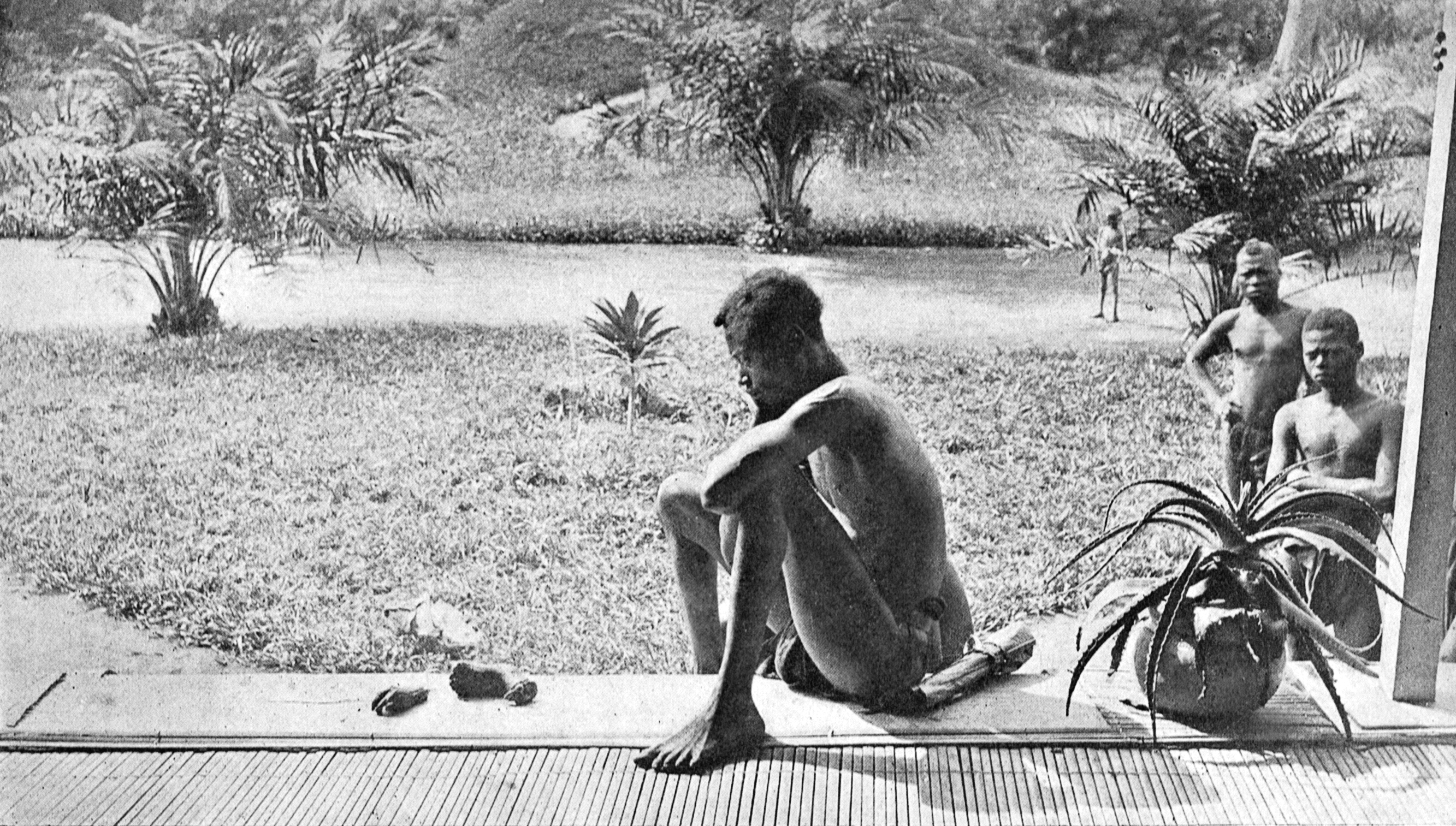
Alice Seeley Harris, Nsala de Wala dans le district de Nsongo.

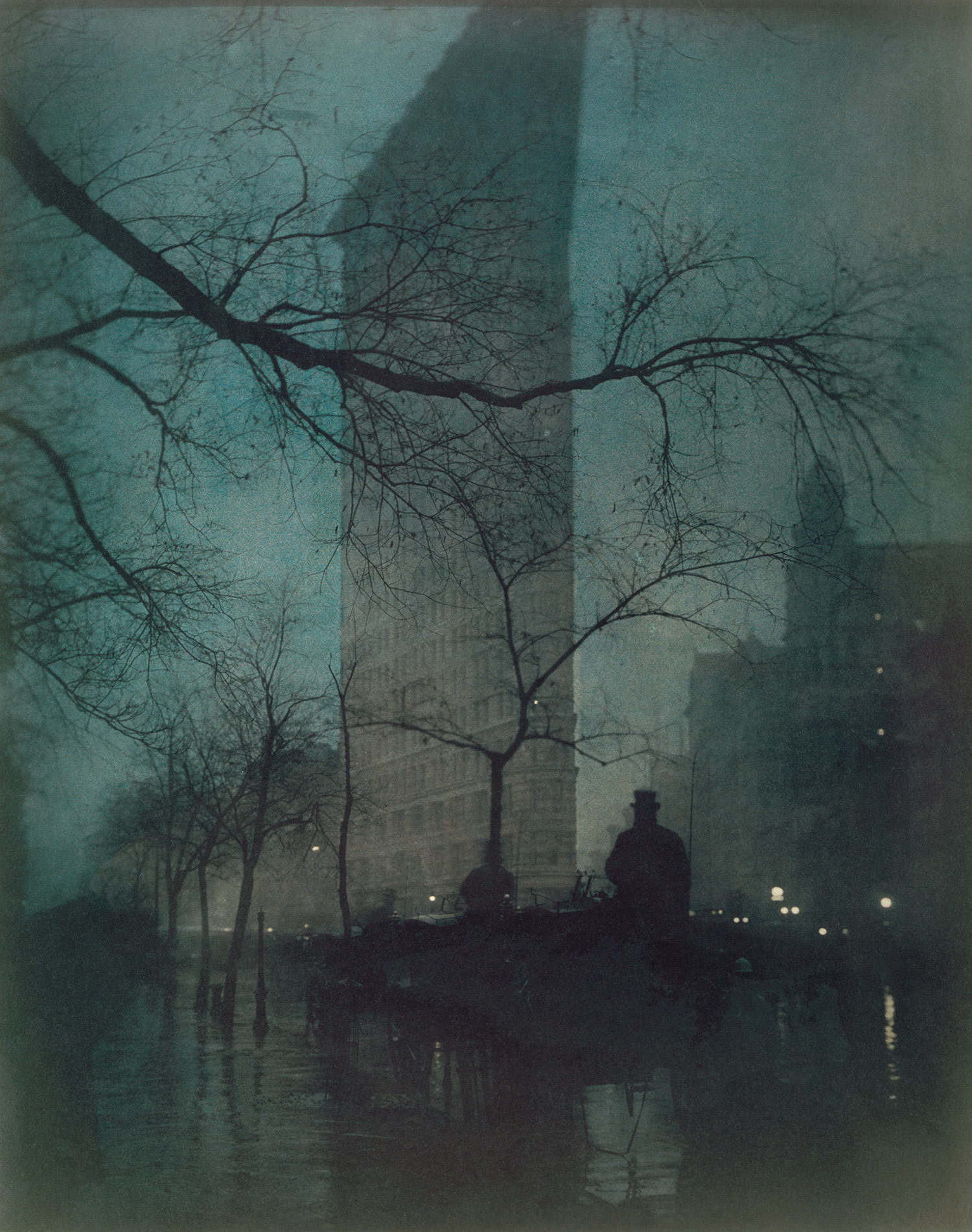
Edward Steichen, The Flatiron.

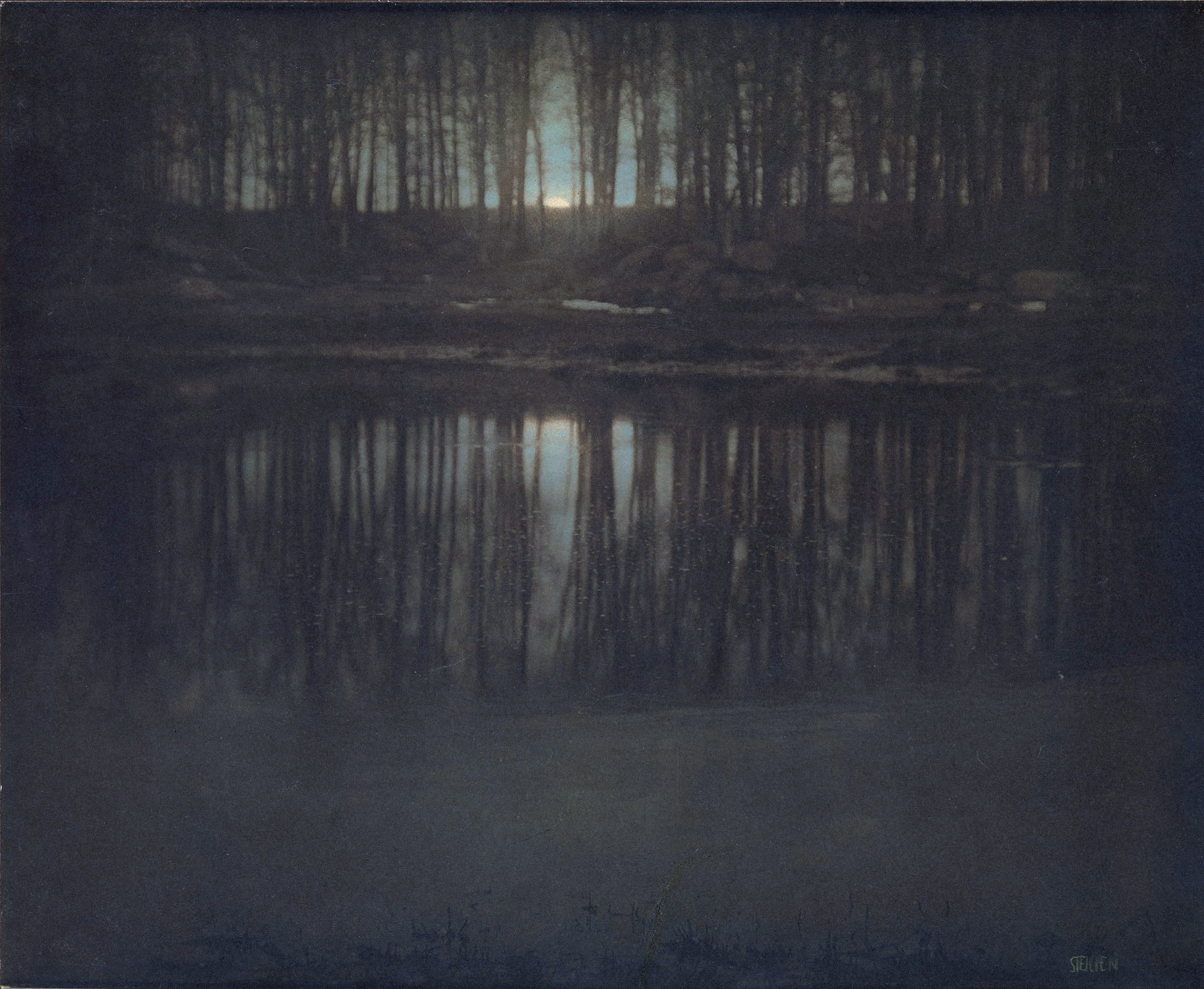
Edward Steichen, The Pond-Moonlight.

- Alice Seeley Harris, Nsala de Wala dans le district de Nsongo ; la photographie est devenue un symbole des violations des droits de l'homme dans l'État indépendant du Congo sous le régime du roi Léopold II et dans le cadre de l'exploitation du caoutchouc[8].
- Edward Steichen :
  - The Flatiron (photographie) (en), photographie en couleur du Flatiron Building à New York.
  - The Pond-Moonlight (en), photographie de style pictorialiste prise à Mamaroneck, représentant une zone boisée et un étang, la lumière de la lune apparaissant entre les arbres et se reflètant dans l'étang ; dans cette photographie en noir et blanc, Steichen réussit à créer une impression colorée en utilisant des couches de gommes sensibles à la lumière qu'il applique à la main. Trois exemplaires de cette photo sont connus, dont deux en collection publique ; comme l'usage des gommes est manuel, chaque exemplaire est unique[9].

## Livres de photographies
- (de) Hermann Ludwig von Jan et Hans Hildenbrand, Das lebende Modell : Zwanzig malerische Aktstudien, préface de Bruno Meyer, Leipzig, A. Schumanns Verlag, 1904, 2 vol. de 24 f. chacun, en grand format (40 x 30 cm) : photographies de nu, 33 de von Jan, 7 de Hildenbrand[10].
- (en) Ogawa Kazumasa, The Russo-Japanese War : taken by the Photographic department of the Imperial headquarters, Tokyo, 134 p.[11]

## Études, essais et articles
- janvier : Robert Demachy (l’un des principaux théoriciens du mouvement  pictorialiste en France), « L’interprétation en photographie », Gazette des beaux-arts, p. 251-255[12].

## Festivals et congrès photographiques
- 8 - 10 novembre : 3e congrès national de la photographie professionnelle, Paris, Conservatoire national des arts et métiers[13]

## Naissances
- 14 janvier : Cecil Beaton, photographe de mode et de portrait britannique, mort le 18 janvier 1980.
- 7 février : Jakob Tuggener, photographe suisse, mort le 29 avril 1988.
- 20 février : Eddy Wiggins, photographe américain, mort en 1989.
- 28 mars : Israel Ozersky, photographe et photojournaliste russe, mort en 1971.
- 19 avril : Jos Le Doaré, photographe et éditeur de cartes postales français, actif en Bretagne, mort le 27 mars 1976.
- 21 avril : 
  - Hein Gorny (de), photographe allemand, lié au mouvement de la Nouvelle objectivité, mort le 14 juin 1967.
  - Dmitri Kozlov, photographe russe, mort le 21 novembre 1991.
- 3 mai : Bill Brandt, photographe et photojournaliste anglais, mort le 20 décembre 1983.
- 9 mai : Grete Stern, photographe et graphiste germano-argentine, morte le 24 décembre 1999.
- 1er juin : 
  - George Hurrell, photographe américain, mort le 17 mai 1992.
  - Kasimir Zgorecki, photographe polonais, mort en 1980[14].
- 4 juin : Margaret Bourke-White, photographe et photojournaliste américaine, morte le 27 août 1971.
- 25 juillet : Roger Schall, photographe français, représentant de la Nouvelle Vision, mort le 4 décembre 1995.
- 29 juillet : Sam Lévin, photographe français d'origine russe, connu pour ses photographies de plateau et ses portraits de vedettes de cinéma, mort le 5 novembre 1992.
- juillet : Antonio Quintana, photographe chilien, mort le 21 juin 1972.
- 4 août : Raymond Bègue, photographe français, mort le 6 juin 1987.
- 3 septembre : Marcel Bovis photographe français, membre du Groupe des XV, mort le 15 septembre 1997.
- 8 septembre : Émeric Feher, photographe hongrois naturalisé français, mort le 22.
- 8 octobre : François Kollar, photographe publicitaire et industriel français d'origine hongroise et slovaque, mort le 3 juillet 1979.
- 7 octobre : Isabella Bird, exploratrice et photographe britannique, née le 15 octobre 1831.
- 4 novembre : Claire Beck Loos, photographe et écrivaine tchèque, tuée dans un camp de concentration à Riga au début de 1942.
- 28 novembre : Gjon Mili, photographe et cinéaste américain d'origine albanaise, mort le 14 février 1984.
- 29 novembre : Giuseppe Cavalli, photographe italien, mort le 25 octobre 1961.
- 5 décembre : Moï Ver, photographe et artiste lituanien, mort le 20 janvier 1995.
- Date précise non renseignée ou inconnue :
  - Ivan Chaguine, photographe soviétique, mort en 1982.
  - Galina Sanko, photographe et photojournaliste russe, morte en 1981.

## Décès

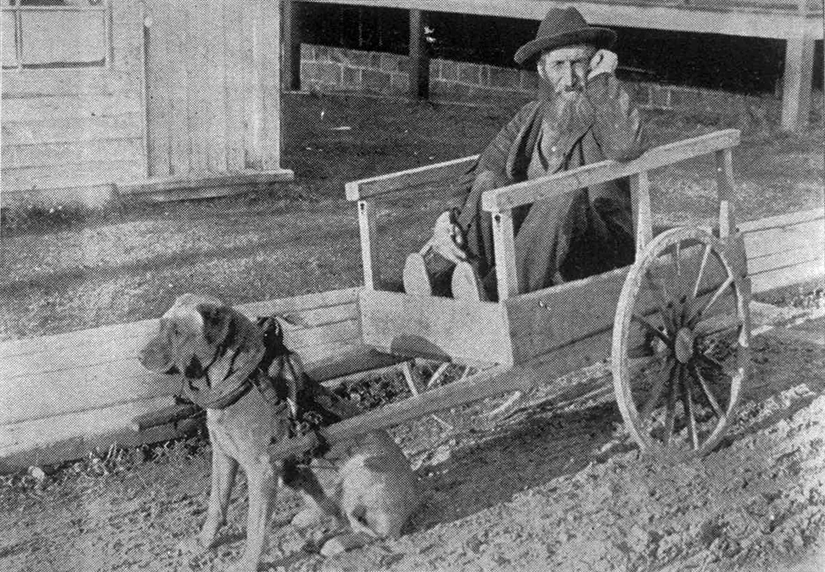
O. Lavallé, Attelage typique d'un vieux pêcheur de la ville de Rimouski, photographie publiée dans l'hebdomadaire L'Album universel à Montréal, 5 mars 1904, p. 936.

- 16 janvier : Jules Beck (de), photographe suisse spécialiste de haute montagne, né le 20 juillet 1825.
- 4 mai : James Presley Ball, photographe afro-américain, né en 1825.
- 8 mai : Eadweard Muybridge, photographe britannique, renommé pour ses décompositions photographiques du mouvement, né le 9 avril 1830.
- 15 mai : Étienne-Jules Marey, scientifique, inventeur et chronophotographe français, né le 5 mars 1830.
- 22 mai : Ueno Hikoma, photographe japonais, né le 15 octobre 1828.
- 7 octobre : Isabella Bird, exploratrice et photographe britannique, née le 15 octobre 1831.
- 27 novembre : Pierre Émile Pécarrère, photographe français actif en Espagne, né le 28 octobre 1816.
- Date précise non renseignée ou inconnue :
  - Giuseppe Bruno, photographe italien, né en 1836.

## Célébrations
Centenaire de naissance
- Cornelis Hendrik van Amerom
- Charles Chevalier
- Hercule Florence
- Charles Hippolyte Fockedey
- Robert Gill
- Joseph-Philibert Girault de Prangey
- Franz Hanfstaengl
- Joaquín Hysern
- Étienne Casimir Oulif
- Pascual Perez
- Jules-Claude Ziegler